# Jacob Willem van den Biesen
Jacob Willem van den Biesen (Amsterdam, 4 februari 1797 - nabij Koblenz, 13 juli 1845) was een Nederlands journalist en uitgever. Hij is de oprichter van het Algemeen Handelsblad.

## Leven en werk
Van den Biesen werd in 1822 deelgenoot van het handelshuis J.C. Wächter. Mede door het overlijden van de oudste firmant werd in 1827 de firma geliquideerd. Ten gevolge hiervan hield ook de uitgave van het sedert 1825 bestaande veertiendaags handelsbericht op te bestaan. Van den Biesen zette de gedrukte handelscirculaire voort als een op woensdag en zaterdag te verschijnen Algemeen Handelsblad.
Hij bleef de eerste twintig jaar hoofdredacteur. De krant was in de eerste plaats bedoeld voor kooplieden en bankiers. Het grootste deel van het blad bestond daarom uit berichten over benoemingen, lijsten van beursfondsen en wisselkoersen en advertenties. Daarnaast probeerde een krant om zo goed en onafhankelijk mogelijk nieuws te verslaan. Dat was nieuw voor die tijd, en afwijkend van wat men gewend was. De Nieuwe Amsterdamsche Courant bijvoorbeeld was eigendom van het gemeentebestuur, en werd alleen gevuld met artikelen die niet strijdig waren met het overheidsbelang. 
Het Algemeen Handelsblad publiceerde in tegenstelling tot andere media over de Belgische Opstand. Toen Van den Biesen daarna op 29 oktober 1830 weer op de beursvloer verscheen, werd hij aangevallen door een aantal andere beurshandelaren: “Vermoordt hem, den schelm, den oproermaker.” Zij zagen de waarde van hun aandelen dalen door de opstand en keerden zich tegen degene die zij daarvoor verantwoordelijk hielden. Ternauwernood ontkwam Van den Biesen aan een lynchpartij. Hij zag zich zelfs gedwongen zich terug te trekken uit het Handelsblad. In 1832 keerde hij weer terug.
Jacob Willem van den Biesen trad op 11 februari 1825 te Haarlem in het huwelijk met de weduwe Elisabeth Petronella Heere.

## Publicaties over Van den Biesen
- Jaco Schouwenaar: Tussen Beurs en Binnenhof. J.W. van den Biesen en de politieke journalistiek van het Handelsblad (1828-1845). Amsterdam, Prometheus, 1999. ISBN 90-5333-874-8
- Een onpartijdige: Herinneringen uit een' dertigjarigen omgang met Jakob Willem van den Biesen. Amsterdam, J.M.E. Meijer, 1845

- Biografisch Portaal: 48980497
- Digitale Bibliotheek voor de Nederlandse Letteren: bies010
- Gemeinsame Normdatei: 122622758
- International Standard Name Identifier: 0000 0000 2275 0444
- Library of Congress Control Number: n00039384
- Nederlandse Thesaurus van Auteursnamen: 071971475
- Virtual International Authority File: 30423970
- WorldCat: E39PBJbH4xK3VVGbJYbWHrDg8C